# Domingos Ramos Freitas
Domingos Ramos Freitas (sinh ngày 13 tháng 7 năm 1997), là một cầu thủ bóng đá hiện tại thi đấu cho Đội tuyển bóng đá quốc gia Đông Timor ở vị trí hậu vệ.